# Oratorio della Beata Vergine della Neve
L'Oratorio della Madonna delle Nevi, chiamato anche Oratorio della Beata Vergine della Neve, è un edificio religioso di Macugnaga appartenente alla Diocesi di Novara. Si trova nella frazione di Borca.

## Storia
Le prime testimonianze di voler costruire un oratorio nell'abitato di Borca si hanno nel 1639 con l'autorizzazione diretta del vescovo di Novara Antonio Tornielli. 
Bisogna aspettare il 1647 per la posa della prima pietra e la sua benedizione, poiché nel frattempo ci sono stati eventi avversi quali le piene del fiume Anza e del torrente Tambach nelle frazioni superiori di Macugnaga. 
Nel 1648 si inizia la costruzione del coro con la messa in posa dei muri laterali, la volta e un tetto in piode. Su uno spigolo del presbiterio viene eretto un piccolo campanile. Un paio di anni più tardi durante la festa della Madonna della Neve, il 5 agosto 1650, si ha la benedizione del coro e la celebrazione della prima messa operata dal curato don Jachini.
Negli anni successivi i lavori proseguono con l'edificazione del corpo dell'oratorio e tra il 1655 e il 1658 si ha la costruzione del tetto; viene comprato il terreno adiacente per erigere la futura sacrestia. Nei dieci anni seguenti si edifica la volta della chiesa, il cornicione e l'intonacatura completa di oratorio e sacrestia. 
In seguito si affresca la volta della sacrestia con il dipinto Incoronazione di Maria Vergine e l'intero edificio religioso viene abbellito da quadri e arredi. Nel 1691 viene posta una nuova piccola campana sul campanile.
Si hanno notizie che il 5 agosto del 1738 sono state portate all'Oratorio le Santissime Reliquie di alcuni Santi e nel 1743 quelle di Santa Crescenza.
Nel 1763 è stata costruita la nuova balaustra in legno tornito. Nel frattempo viene edificato un nuovo campanile di maggiore grandezza rispetto al precedente e con annesso un orologio.
Nel XX secolo l'Oratorio viene abbellito da diversi pittori, quali Enrico Mariola e Giovanni Botti. Nel 1937 viene ingrandita la cantoria e trasformata in balconata per aumentare la capienza dell'edificio religioso.
Nel 1996 è stato fatto un completo restauro di tutta la costruzione ecclesiastica sia internamente che esternamente.

## Descrizione
L'oratorio della Beata Vergine della Neve ha una pianta rettangolare e un'abside quadrata. La struttura è in pietra e legno. La facciata ha un portale con un architrave con l'incisione Anno Domini 1653 (JHS) in honorem Dei et Sanctissimae Virginis Mariae ad Nives, la quale indica gli anni della costruzione dell'edificio. Ha una vetrata a lunetta e decorazione nel timpano.
Al'interno dell'edificio religioso si può osservare sulla parete laterale il Crocifisso del Cristo spirante attribuibile allo scultore Pietro Antonio Lanti di Isella.
L'altare è sovrastato da un dipinto racchiuso in una cornice dorata raffigurante i cinque misteri della Beatissima Vergine Maria della Neve.
Le feste patronali sono il 5 agosto, giorno dedicato alla Madonna delle Nevi, protettrice contro le valanghe e le intemperie, e il 29 aprile, dedicato alla Madonna del Sangue del Re. Questa seconda celebrazione è in ricordo di un miracolo avvenuto nel 1768 all'interno dell'oratorio, quando il corpicino di una neonata morta prima di essere battezzata riprende vita durante le preghiere dei genitori verso la Madonna del Sangue in modo da poterle essere amministrato il battesimo.